# Kees Wijdekop
Cornelis Wijdekop, detto Kees (Amsterdam, 31 gennaio 1914 – Purmerend, 8 aprile 2008), è stato un canoista olandese.

## Palmarès

### Olimpiadi
- 1 medaglia:
  - 1 bronzo (Berlino 1936 nel Folding K-2 10000 metri)